# تحت القبة (رواية)
تحت القبة هي رواية خيال علمي للكاتب الأمريكي ستيفن كينج، صدرت في نوفمبر عام 2009. هي الكتاب الثامن والخمسين من الكتب المنشورة لستيفن كينج وهي روايته الثامنة والأربعين، تجري أحداثها في بلدة صغيرة في مين وحول تلك البلدة، تروي قصة معقدة، متعددة الشخصيات ووجهات النظر، عن كيفية مواجهة السكان لمصيبة انقطاعهم فجأةً عن العالم الخارجي بسبب حاجز خفي لا يمكن العبور منه يهبط إليهم من السماء، محولًا المنطقة إلى مدينة مقببة.

## ملخص الحبكة
في تمام الدقيقة 11:44 صباحًا من 21 أكتوبر عام 2017 تنقطع بلدة تشسترز ميل الصغيرة في مين تمامًا بشكل مفاجئ عن العالم الخارجي بحاجز خفي لا يمكن اختراقه من مصدر غير معروف. يسبب الظهور المفاجئ للحاجز عددًا من الإصابات والوفيات، ويحجز النقيب السابق في الجيش ديل «باربي» باربرا –الذي يحاول مغادرة تشسترز ميل بسبب نزاع محلي- داخل البلدة.
يُقتل رئيس الشرطة هاوارد «دوك» بيركنز مباشرةً بعد انفجار بطارية قلبه عند اقترابه كثيرًا من القبة. يزيح هذا آخر معارضة حقيقية تواجه جيمس «جيم الكبير» ريني، وهو بائع سيارات مستعملة والعضو الثاني في مجلس البلدة. يمارس جيم الكبير نفوذًا واسعًا على تشسترز ميل ويغتنم الفرصة لاستخدام الحاجز ذريعةً تساعده في السيطرة على البلدة.
يعين جيم الكبير أحد رجاله -بيتر راندولف غير الكفؤ- رئيسًا جديدًا للشرطة. يبدأ جيم الكبير أيضًا بتوسعة رتب شرطة تشسترز ميل معينًا مرشحين مثيرين للجدل، من بينهم ابنه جونيور ريني وأصدقاؤه. يعاني جونيور من صداعات متكررة سببها سرطان دماغ -لم يُكتشف بعد- بدأ يؤثر كذلك على رجاحة عقله، دون علم والده جيم الكبير، كان جونيور يضرب ويخنق فتاة (آنجي ماكين) حتى الموت لحظة ظهور الحاجز، وكان قد قتل فتاةً أخرى (دودي ساندرز) قبل تعيين جيم الكبير له في سلك الشرطة.
في مكان آخر من تشسترز ميل، يتصل العقيد جيمس أو. كوكس (المتمركز خارج القبة) بجوليا شموي، محررة الجريدة المحلية، ويطلب منها إيصال رسالة إلى باربي للتواصل معه. يطلب كوكس بعد ذلك من باربي أن يتصرف كعميل الحكومة المسؤول عن التخلص من «القبة»، كما باتت تعرف. يوكل كوكس مهمة إيجاد مصدر طاقة القبة إلى باربي، المتخصص في إيجاد مصانع ذخيرة الأعداء في الجيش، ويُعتقد أن مصدر الطاقة في مكان ما من البلدة. يستطيع كوكس أيضًا التنبؤ بالتداعيات السياسية الخطيرة لهذا الوضع في البلدة. بموجب أمر رئاسي، يعود باربي إلى الجيش الأمريكي ويُرقى إلى رتبة عقيد. يعطى باربي أيضًا مرسومًا يوكل إليه السلطة على البلدة. ولكن، وبسبب طبيعة الوضع السياسي في البلدة الصغيرة، لا يتلقى جيم الكبير وعصابته من ضباط الشرطة المتمردين هذه الأخبار بصدر رحب. في هذه الأثناء، تكتشف بريندا بيركنز -أرملة دوك- ملفًّا على حاسوب زوجها فيه تفاصيل سرقات جيم الكبير المالية.
في حين يشجع جيم الكبير عدم الاستقرار وانتشار الفزع ويديرهما بين سكان البلدة لإحكام سيطرته ونفوذه، يحاول باربي وجوليا وسكان آخرون إيقاف تدهور الأشياء وخروجها عن السيطرة. بعد اعتراض طريق جيم الكبير عدة مرات، اتُّهم بأربع جرائم قتل واعتُقل إثرها. هو متهم بقتل الكاهن لستر كوغينس، الذي كان يقوم بغسيل الأموال لتجارة جيم الكبير الضخمة بالميثامفيتامين، وبقتل بريندا بيركنز، وكلاهما قتل على يد جيم الكبير، بالإضافة إلى آنجي ودودي. في أثناء سجن باربي، تعقب مقيمون آخرون مصدر القبة باستخدام عداد غايغر حتى مزرعة مهجورة، يلمح بشدة لكون الجهاز الذي يجدونه في بستان المزرعة من مصدر خارج الأرض. تصبح القيود التي يفرضها جيم الكبير أكثر صرامةً، وتكثر انتهاكات الشرطة، ما يثير حفيظة أهل البلدة ما يؤدي في النهاية إلى إخراج بعض المقيمين لباربي من السجن، قاتلين جونيور قبل اغتياله باربي بلحظات.
تهرب المقاومة شبه المنظمة إلى المزرعة المهجورة، حيث يلمس عدة أشخاص الشيء الغريب ويتعرضون لرؤى. لا يستنتجون فحسب أن الجهاز وضعه «رؤوس جلدية» (سموا كذلك بسبب أشكالهم) من خارج الأرض، بل وإنهم على وجه التحديد يافعون وضعوا القبة ضمن شكل من أشكال التسلية، كمزرعة نمل تستخدم لالتقاط كائنات حساسة سامحةً لآسريهم برؤية كل ما يحدث لهم.